# Bernard Fonlon
Bernard Nsokika Fonlon, né le 24 novembre 1924 à Kumbo (Cameroun britannique) et mort le 26 août 1986 au Canada est un ministre et leader intellectuel camerounais.

## Biographie
Bernard Fonlon est né à Kumbo dans l'actuelle région du Nord-Ouest du Cameroun et a étudié à Christ-Roi Collège au Nigeria, pour ensuite rejoindre le Bigard Memorial Séminary avec l'intention d'entrer dans le sacerdoce. Plus tard, il enseigne au Collège Saint-Joseph, à Buéa, puis décide d'obtenir une bourse. Il est diplômé de l'Université d'Irlande, de la Sorbonne et de l'Université d'Oxford, spécialisé en littérature.
En 1961, il devient secrétaire du premier ministre du Cameroun méridional, ensuite travaille pour le Président jusqu'en 1964. Bernard Fonlon est ensuite élu au Parlement Fédéral, où il reste jusqu'en 1970. Il sert dans le cabinet, d'abord comme sous-ministre des affaires étrangères, puis comme ministre des transports, plus tard, des postes et des télécommunications et enfin de la santé et de la protection sociale.
Bernard Fonlon quitte le service public en 1971 pour rejoindre l'Université de Yaoundé, où il enseigne la littérature, jusqu'à devenir chef du Département de littérature négro-africaine et publier un certain nombre d'ouvrages. Il prend sa retraite en 1984, et meurt quelques années plus tard lors d'un voyage au Canada.
Homme aux multiples capacités, Bernard Fonlon est surnommé le « Socrate camerounais ».
Il a été un grand promoteur du bilinguisme, comme en témoigne la revue Abbia: Revue Culturelle du Cameroun qu'il a fondée en 1962. Il est le traducteur de l'hymne national camerounais dans sa version en anglais.